# Herelleviridae
Herelleviridae — семейство вирулентных бактериофагов с миовирусной морфологией.

## История
В 2000-х годах развитие методов геномного анализа позволило выявить гетерогенность классических семейств бактериофагов, выделенных на основе морфологических признаков вирусных частиц. В 2009 году Роб Лавин и Эндрю Кропински с соавторами осуществили кластеризацию белковых последовательностей бактериофагов с миовирусной морфологией и предложили подсемейство Spounavirinae в составе семейства Myoviridae. На основании результатов комплексного анализа геномных последовательностей, в 2020 году коллектив авторов в составе Якуба Барыльского, Эвелин Адриансенс и 19 других членов Международного комитета по таксономии вирусов описал сходное по составу семейство Herelleviridae. Названное в честь столетней годовщины открытия вирусов прокариот Феликсом д’Эреллем, оно стало вторым после Ackermannviridae семейством бактериофагов, описанным по результатам биоинформационного анализа общих генов.

## Характеристика
В 2021 году семейство Herelleviridae включало в себя 34 рода бактериофагов. Из них наиболее объёмными были Kayvirus и Pecentumvirus c 11 видами в каждом, а также Bequatrovirus, Caeruleovirus, Harbinvirus и Wphvirus с пятью-шестью видами.
Размер капсидов составляет 78—100 нм. Белок хвостовой оболочки состоит из двух или трёх доменов. Размер геномов варьирует в пределах 102—167 т. п. н.. Концы геномов организованы в виде длинных повторов протяжённостью 2—16 т. п. н. Репликация осуществляется при помощи кодируемой геномом фага ДНК-полимеразы. Хозяевами являются бактерии типа Bacillota. Продолжительность латентного периода в жизненном цикле может составлять от 10 до 50 минут. Представители семейства способны реплицироваться в среднем на 70% бактериальных изолятов, относящихся к виду штамма-продуцента. Диапазон действия у представителей Kayvirus, инфицирующих Staphylococcus aureus, — от 60% до более чем 95% протестированных изолятов. Schiekvirus EfV12 является примером бактериофага, способного размножаться на культурах двух различных видов энтерококков.

## Практическое значение
В 1997—2014 годах представители родов Kayvirus, Kochikohdavirus и Schiekvirus входили в состав препарата Пиобактериофаг института имени Георга Элиавы.